# Блейк Кларк
Блейк Кларк (2 лютого 1946 , Мейкон, Джорджія ) — американський актор і стендап комік. Одна з найвідоміших на сьогодні його робіт в сфері озвучення — це персонаж Спіралька (англ. Slinky Dog) в комп'ютерних мультфільмах Історія іграшок 3 та Історія іграшок 4. У попередніх двох частинах мультфільму пса Спіральку озвучував Джим Варні (Jim Varney), близький друг Кларка, який помер в 2000 році.
Блейк Кларк народився 2 лютого 1946 року в місті Мейкон, Джорджія, США, де і виріс. Він закінчив Лагранж-коледж (LaGrange College) в 1969-му з дипломом у виконавському мистецтві.
Кларк часто отримував ролі у фільмах, де грав Адам Сендлер, включаючи кінокартини «Мамин синочок» (англ. The Waterboy), «Ніккі, диявол-молодший» (англ. Little Nicky), «Мільйонер мимоволі» (англ. Mr. Deeds) і «Вісім божевільних ночей» (англ. Eight Crazy Nights). Продовжуючи з'являтися в проектах з Сендлером, для Кларка знайшлося місце в фільмах «50 перших поцілунків» (англ. 50 First Dates), «Чак і Ларрі: Пожежне весілля» (англ. I Now Pronounce You Chuck and Larry), «Казки на ніч» (англ. Bedtime Stories) і «Однокласники» (англ. Grown Ups).
В якості запрошеного актора Блейк знявся в декількох телевізійних серіалах, включаючи «Хлопець пізнає світ» (англ. Boy Meets World), «Великий ремонт» (англ. Home Improvement), The Jamie Foxx Show, «Всі ненавидять Кріса» (англ. Everybody Hates Chris), The Drew Carey Show і «Тримайся, Чарлі!» (англ. Good Luck Charlie).
Кларк підтримував хороші дружні відносини з Джимом Варни, найбільш відомим за роллю Ернеста в цілій серії фільмів. У 2000 році Варни помер від раку легенів, викликаного важким курінням. Коли творці мультфільму «Історія іграшок: Велика втеча» дізналися про його смерть, вони почали відчайдушно шукати рівноцінну заміну Варни, озвучувати спіральки, і зупинилися на Кларке, у якого виявилося багато спільного з цим персонажем.
У 2011-му пес Спіралька знову заговорив голосом Блейка — в короткометражці «Гавайські канікули» (англ. Hawaiian Vacation). В цьому ж році Блейк озвучив Бафорд в мультфільмі «Ранго» (англ. Rango).
Кларк — ветеран в'єтнамської війни, який відслужив капітаном 101-ї повітряно-десантної дивізії.